# Isuzu VehiCROSS
Le VehiCROSS (prononcer :"Vicross") est un SUV compact produit, de 1997 à 2001, par le constructeur Japonais Isuzu.
Il a uniquement été commercialisé sur les marchés japonais (1997-1999), chinois (1997-1999) et américain (1999-2001). Un véhicule version japonaise fut aussi importé et immatriculé en Angleterre par l'importateur International motors (IM) ainsi que 2 versions USA par l'importateur français Isuzu Vehicle Distribution France (IVDF) de l'époque.
Le Vehicross fut présenté en France sur le stand Isuzu au salon 4x4 de Val d'Isère en 2000 et sur la place centrale avec le véhicule d'un client qui l'avait fait venir de Saint-Martin par avion pour l'occasion ! L'importateur n'ayant jamais pu l'homologuer en France il ne fut pas commercialisé et les 2 véhicules furent vendus en l'état à des particuliers en 2002.
C'est un crossover de petite taille à l'allure sportive. Le VehiCROSS est arrivé aux États-Unis équipé de jantes 16 pouces polies en 1999 puis de jantes 18 pouces chromées durant le reste de la production. La version japonaise est équipée de jantes 16 pouces avec des cache-moyeux chromés.
Construit sur la base du pick-up ISUZU (OPEL Campo en France à cette époque et ISUZU Hombre aux USA), il partage beaucoup de composants avec l'Isuzu Trooper, y compris les moteurs V6 3,2 litres et 3,5 litres développant 215 ch (160 kW). Le véhicule est également disponible avec le système 4 roues motrices Torque on Demand (TOD) développé par BorgWarner.
La production a été intentionnellement limitée, avec 5 958 véhicules vendus entre 1997 et 2001; 1805 au Japon et 4 153 aux États-Unis.
Le véhicule a également été vendu en Chine sous le nom de Isuzu Tiejingang.

## Historique
Le VehiCROSS fait sa première apparition en 1993 en tant que Concept-car au salon Tokyo Motor Show.
Dirigé par Satomi Murayama, chef-designer au bureau européen d'Isuzu à Bruxelles, l'équipe de conception était composée d'un groupe international: Simon Cox (assistant chef designer connu pour avoir conçu l'intérieur de la Lotus Elan), Joji Yanaka, Andrew Hill et Nick Robinson. L'objectif était de produire un SUV "léger mais résistant,amusant mais respectueux de l'environnement".
Le magazine Américain Motor Trend affiche un VehiCROSS en couverture de son édition de Mai 1999 et l'inclut dans son "Top 10 des SUV" pour son style unique.
Deux concept-cars, une version 4 portes baptisée VX-4, et une version cabriolet nommée VX-O2 ont été présentés lors du Salon de l'automobile de Los Angeles 2000 mais n'ont pas fait l'objet d'une production ultérieure.

## Motorisations[5]
| Essence | Essence             | Essence   | Essence                        | Essence                | Essence  |
| Modèle  | Cylindres/ Soupapes | Cylindrée | Puissance maxi                 | Couple maxi            | Vmax     |
| ------- | ------------------- | --------- | ------------------------------ | ---------------------- | -------- |
| V6 3.2  | 6/12                | 3 163 cm3 | 157 kW (215 ch) à 5 600 tr/min | 284 N m à 3 000 tr/min | 170 km/h |
| V6 3.5  | 6/12                | 3 494 cm3 | 158 kW (215 ch) à 5 400 tr/min | 312 N m à 3 000 tr/min | 185 km/h |

## Compétition
Un VehiCROSS était engagé lors du Paris-Dakar 1998 et remporta sa catégorie.
Un VehiCROSS remporta sa catégorie à l'Australian Safari 1999.

## Galerie d'images

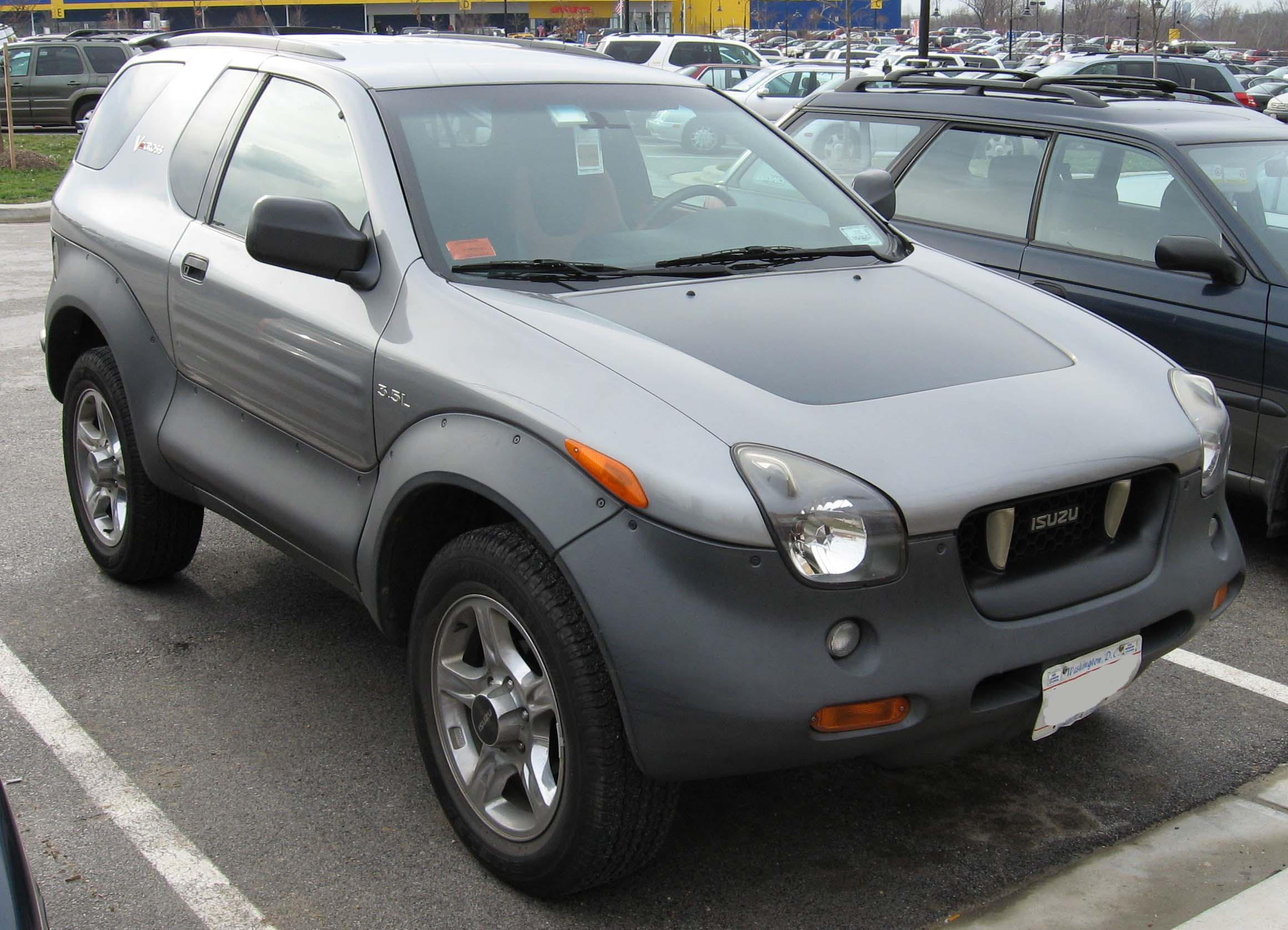
Isuzu VehiCROSS vue de devant
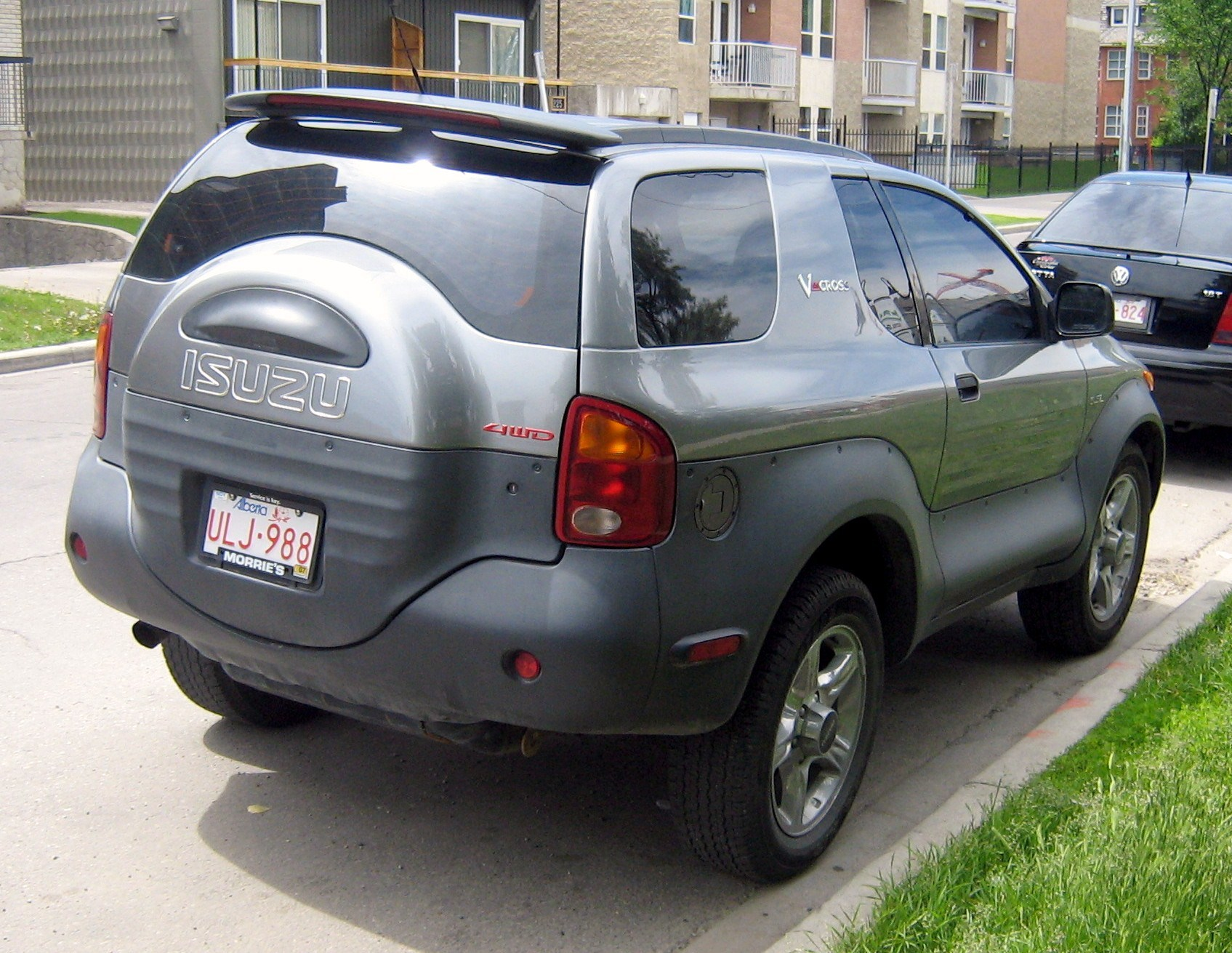
Isuzu VehiCROSS vue de derrière
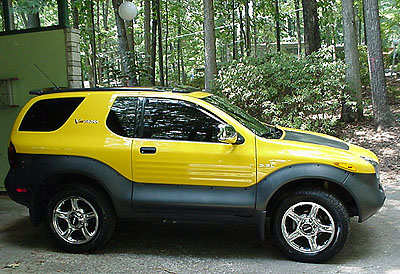
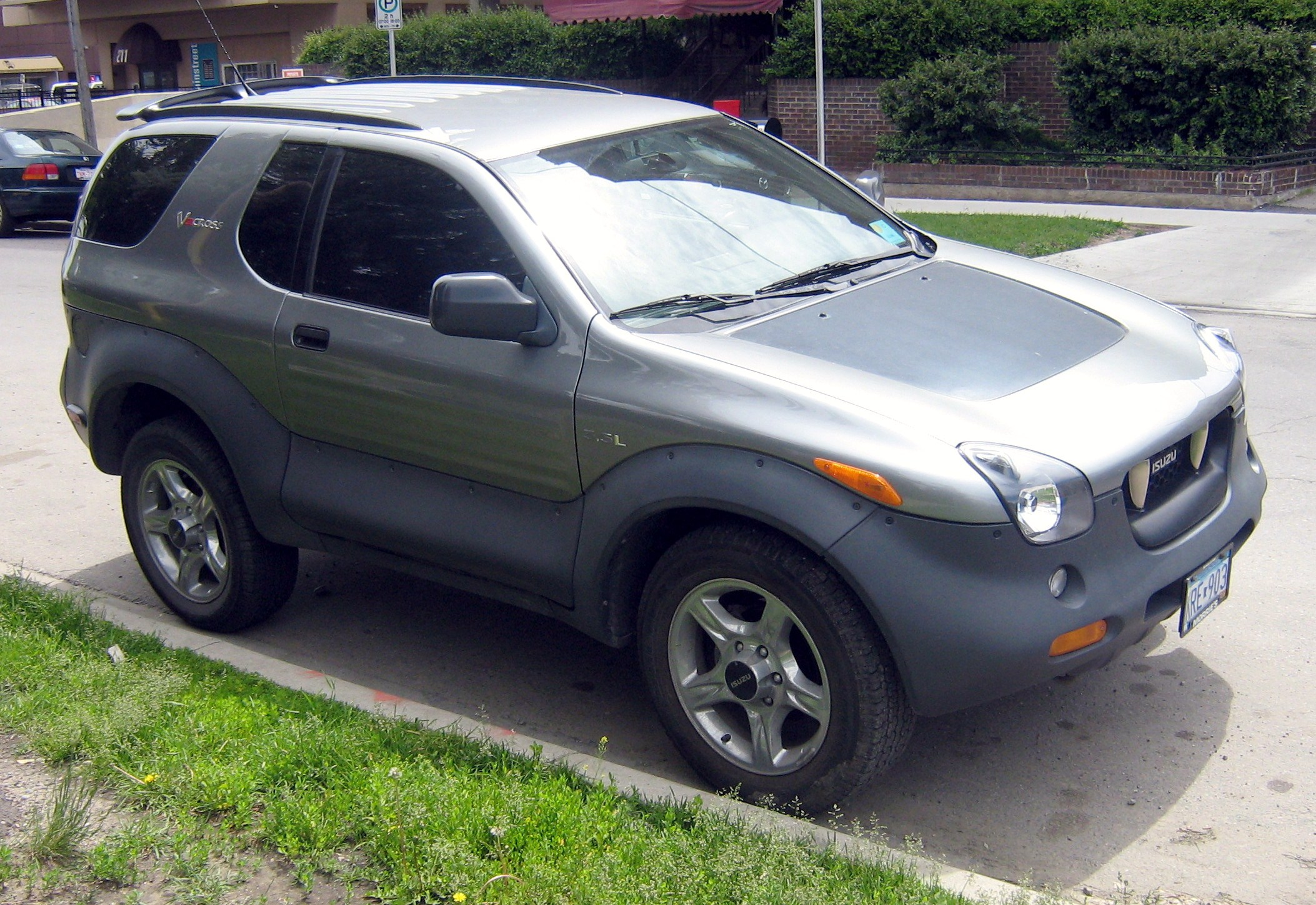